# Streitwald (Frohburg)
Streitwald ist ein Ortsteil der Stadt Frohburg im Landkreis Leipzig (Freistaat Sachsen). Zu Streitwald gehört der deutlich ältere, mit ihm zusammengewachsene westliche Nachbarort Wolftitz, der 1934 eingemeindet wurde.

## Geografie
Streitwald und der mit dem Ort zusammengewachsene Ortsteil Wolftitz liegen südöstlich von Frohburg in der Aue der Wyhra. Östlich des Ortsteils liegt das namengebende Waldgebiet Streitwald. Streitwald und Wolftitz gehören zum Kohrener Land.

## Geschichte

### Wolftitz

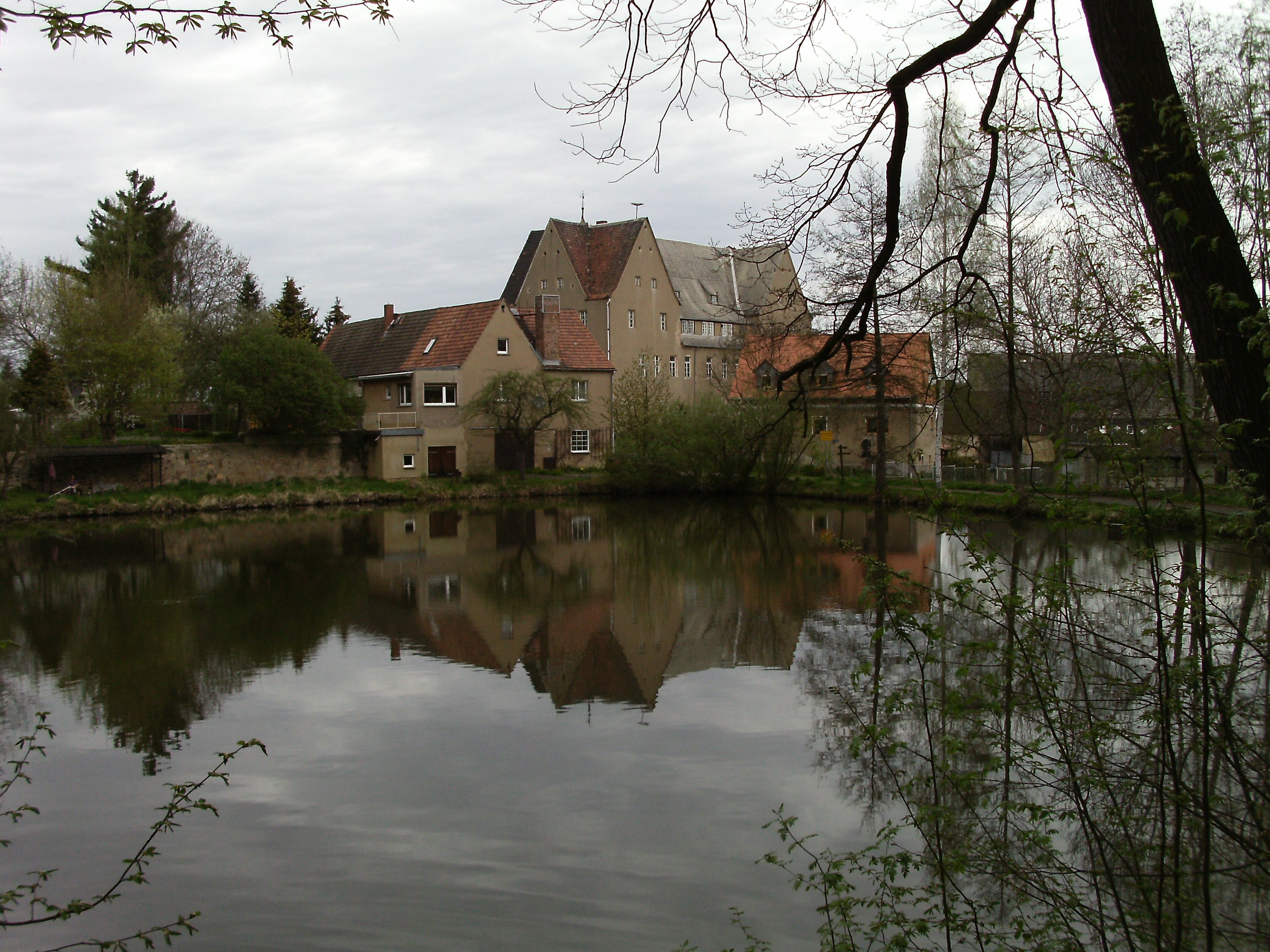
Teich mit Schloss Wolftitz

Seit dem 7. Jahrhundert war das Gebiet um Wolftitz und Gnandstein von Sorben besiedelt. Um das Jahr 800 sollen diese zu ihrem Schutz die „Wolfsburg“, eine kleine, stark befestigte Anlage erbaut haben. Der Ortsname „Wolftitz“ ist sorbischen Ursprungs.
Im Jahr 1102 übernahm Markgraf Wiprecht von Groitzsch die Wolfsburg. Er beauftragte Abt Windolf vom Kloster Pegau, die Wolfsburg als Abtei einzurichten. Sie diente dem Schutz der Geistlichkeit und der Verbreitung des christlichen Glaubens unter den Sorben. Weiterhin wurde in dieser Zeit die Abtmühle abseits der Burg an der Furt über die Wyhra errichtet. 1103 entstand in der Aue der Wyhra in unmittelbarer Nähe der Abtmühle das fränkische Dorf „Eppinhain“, zu der die Mühle ursprünglich gehörte. Nach der vollständigen Zerstörung von Eppinhain durch die Hussiten im Jahr 1430 kam die Mühle zu Wolftitz. Die östlich der Wyhra und nördlich des Streitwalds liegenden „Abthäuser“ gehören zur Flur von Wolftitz. Durch eine Schenkung wurde der Abtgraf Rodebot (auch: Radebot) von Wolftitz im Jahr 1223 erster weltlicher Besitzer der Wolfsburg und des 1233 erstmals erwähnten Orts Wolftitz. Das Geschlecht derer von Wolftitz starb Ende des 14. Jahrhunderts mit Gerhard von Wolftitz aus.

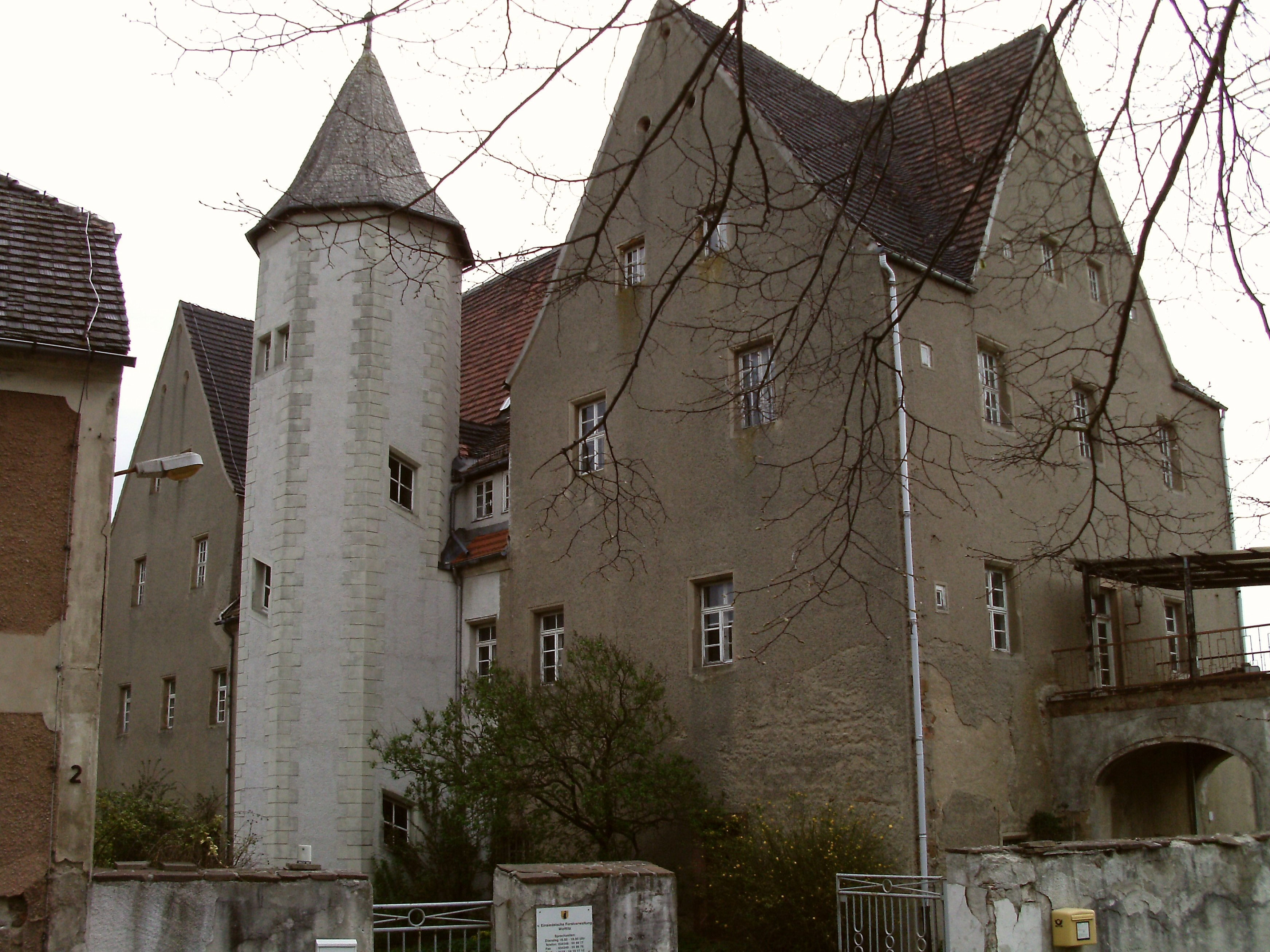
Schloss Wolftitz

1419 gelangte die Wolfsburg mitsamt dem Wolftitzer Besitz durch Kauf an Hildebrand von Einsiedel, den Herrn der südlich benachbarten Burg Gnandstein. Dieser war mit Kunz von Kauffungen verschwägert, der zwischen 1452 und 1455 mit seiner Frau Elisabeth von Einsiedel die Wolfsburg bewohnt haben soll. Nachdem Kunz von Kauffungen im Jahr 1455 mit dem Altenburger Prinzenraub Berühmtheit erlangt hatte, wurde er gefasst und am 24. Juli 1455 in Freiberg hingerichtet. Der Vater der beiden entführten sächsischen Prinzen, Markgraf Friedrich der Sanftmütige, verlangte die Schleifung des letzten Wohnsitzes von Kunz von Kauffungen. Daraufhin erfolgte im Jahr 1457 die Schleifung der Wolfsburg. Das Abbruchmaterial wurde an die Bevölkerung freigegeben und damit unter anderem die „Schänke uff`n Berge zu Wolftitz“ errichtet. Dieses heute als „Jägerhaus“ bekannte Gebäude wurde im Auftrag von Hans Löser auf Rittergut Sahlis erbaut.
Im Tal entstand zwischen 1460 und 1480 mit dem Schloss Wolftitz ein Rittersitz der Herren von Einsiedel auf Gnandstein. Es blieb bis zur entschädigungslosen Enteignung in der Sowjetischen Besatzungszone im Jahr 1945 im Besitz verschiedener Familienmitglieder derer von Einsiedel. Ab 1948/49 wurde es bis zum Jahr 2000 als Alters- und Pflegeheim genutzt. Seitdem steht das Gebäude leer. In jüngster Zeit hat es die Familie von Einsiedel nebst einem Forstbesitz zurückerworben.

### Streitwald

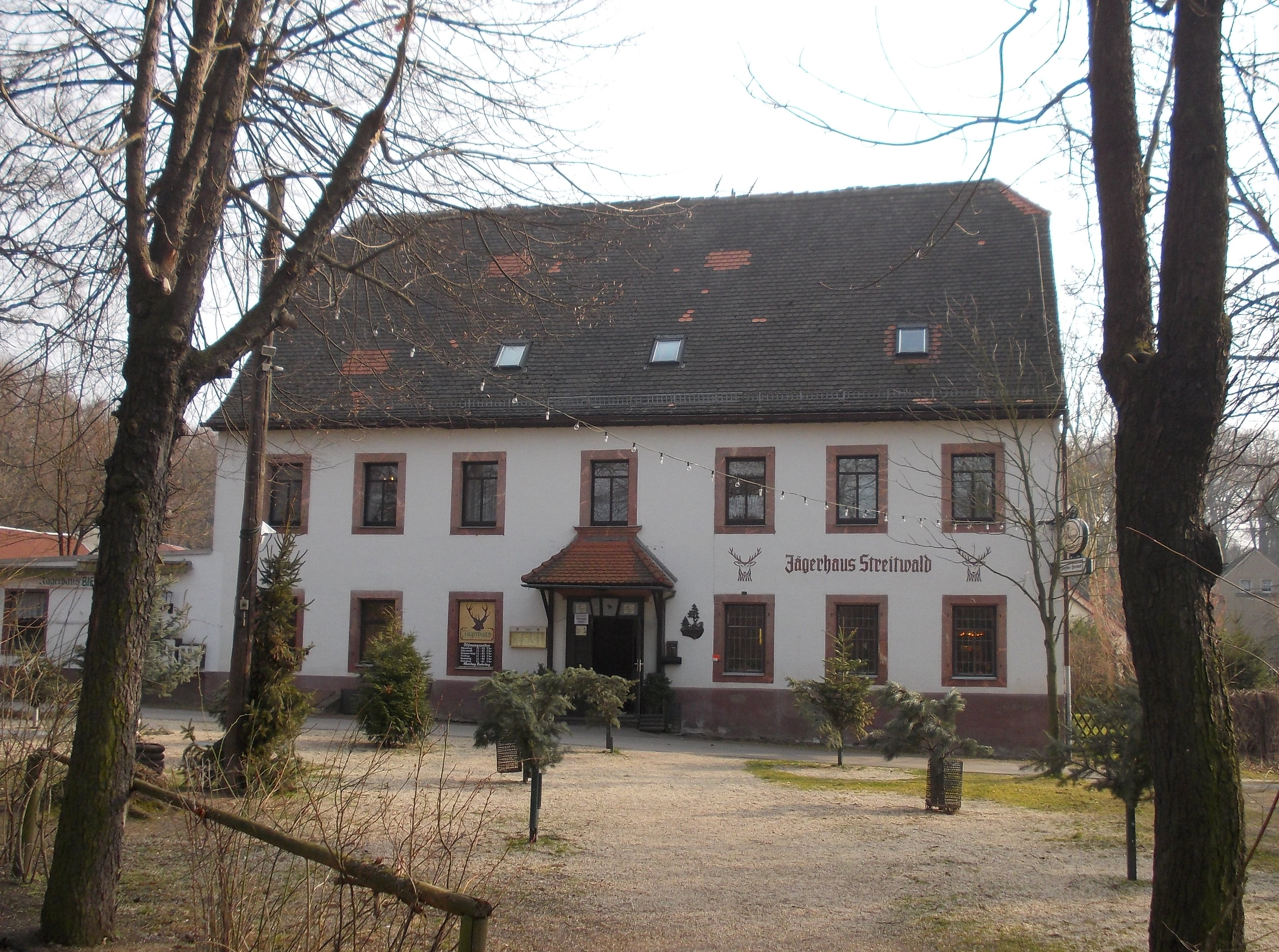
Jägerhaus Streitwald

Die Siedlung „Streitwald“ ist deutlich jünger als Wolftitz. Sie entstand erst im 18. Jahrhundert. Das Waldgebiet, das der Siedlung ihren Namen gab, zog sich einst unter dem ursprünglichen Namen „Rochlitzer Wald“ von der Wyhra bis zur Zwickauer Mulde. Es gehörte zusammen mit dem Colditzer Wald bis 974 zum Stift Merseburg. Kaiser Otto II. (* 955; † 983) schenkte den Rochlitzer Wald an Merseburger Bischof Giselher von Magdeburg (Merseburger Bischof von 971 bis 981). Unter Kaiser Otto III.  (* 980; † 1002) kam der Rochlitzer Wald durch einen Tausch an Markgraf Ekkehard I., fiel jedoch nach rechtlichem Einspruch von Kaiser Heinrich II. an das Bistum Merseburg zurück. In der Folgezeit beschwerten sich wiederum die Nachfahren des Lehnsherrn Ekkehard I. beim Kaiser, weil sie in den wildreichen Wäldern gerne jagten. Sie erhielten den Wald zurück, jedoch ohne Jagdrecht. Dennoch ließ einer der Nachfahren Ekkehards I. zwei Gehege zwischen Rochlitz und Kohren anlegen. Nachdem Bischof Thietmar von Merseburg davon erfahren hatte, ließ er um Ostern 1018 das Gehege größtenteils zerschneiden. Mit seinem Tod im Dezember 1018 endete auch der 21-jährige Streit um den Rochlitzer Wald, der seitdem „Streitwald“ genannt wurde.
Im Jahre 1748 wurde im Streitwald eine Siedlung gegründet, die den Namen des Waldes annahm. Sie entstand um das Forsthaus (später „Jägerhaus“ genannt) und hatte zu diesem Zeitpunkt lediglich 56 Einwohner. Die Grundherrschaft lag beim Rittergut Kleineschefeld-Frohburg.

### Burgstall Alte Burg (Streitwald)
Unmittelbar nahe des südlichen Ortsausganges von Streitwald befindet sich westlich der Straße nach Kohren der Burgstall mit den Resten der sogenannten Alten Burg oder auch Wolfsburg genannt.
Die Anlage liegt am Ostufer des Wyhratales auf der Terrasse eines hohen Hanges in spornartiger Lage. Sie soll aus Kernburg und Vorburg bestanden haben. Zu sehen sind Gräben und Wälle und herumliegende Steine um den Hügel der Kernburg herum. Südlich der Kernburg liegt das Vorburgareal.
Das Burgareal liegt inmitten bzw. am Rande des hiesigen Waldes am Ortsrand.
Am 2. September 1935 wurde das Areal als Bodendenkmal eingetragen und der Schutzstatus am 1. August 1958 erneut bestätigt.

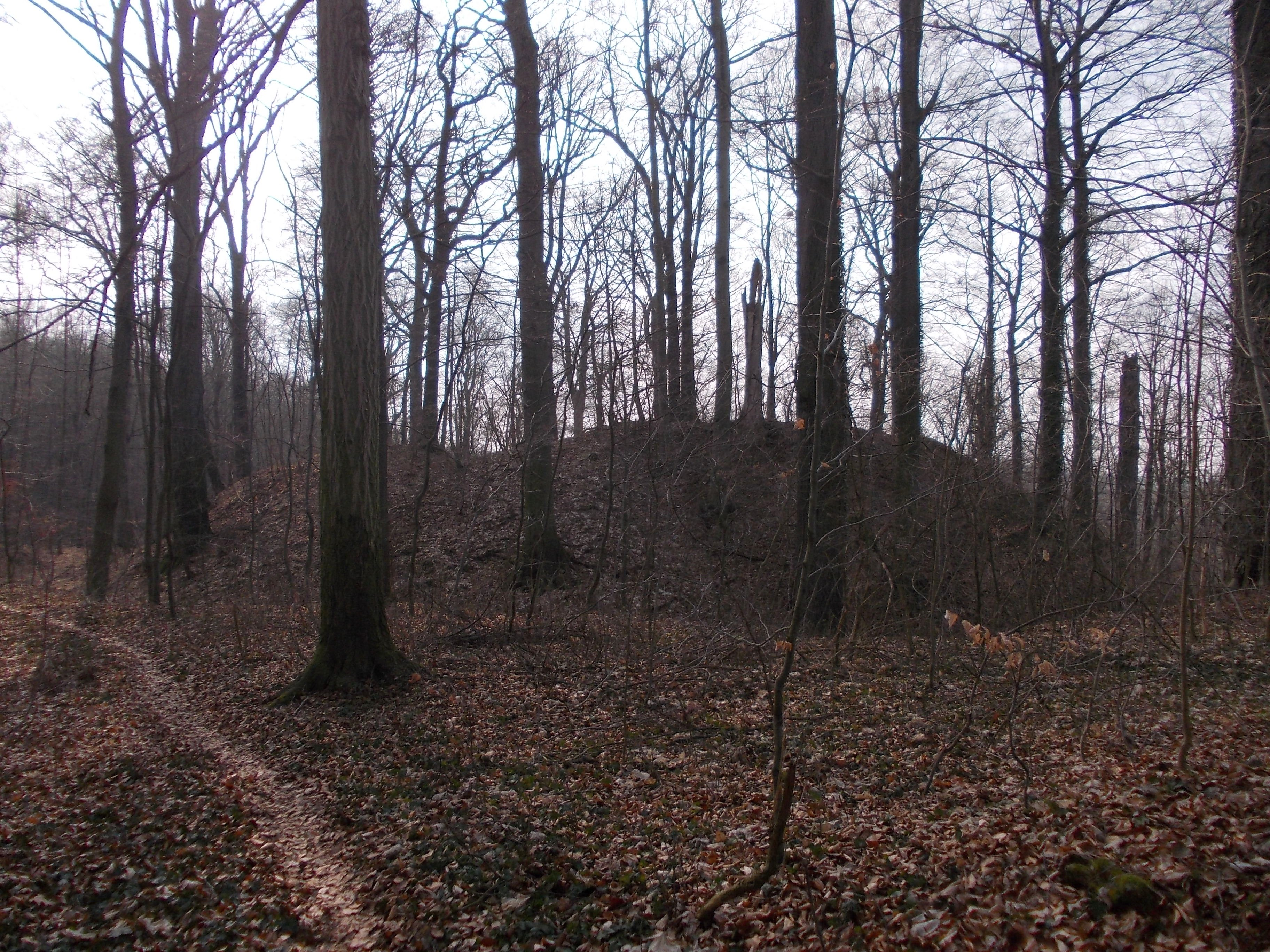
Burghügel der Kernburg (2014)

### Gemeinsame Geschichte
Die Orte Wolftitz und Streitwald lagen bis 1856 im kursächsischen bzw. königlich-sächsischen Amt Borna. Ab 1856 gehörten beide Orte zum Gerichtsamt Frohburg und ab 1875 zur Amtshauptmannschaft Borna. Im Jahre 1934 wurde der mit ca. 250 Einwohnern größere Ort Wolftitz in das ca. 50 Bewohner zählende Streitwald eingemeindet. Dies lag an der sorbischen Abstammung des Ortsnamens von Wolftitz, der den damaligen nationalsozialistischen Machthabern unerwünscht war. Streitwald wurde bei der zweiten Kreisreform der DDR im Jahr 1952 dem Kreis Geithain im Bezirk Leipzig zugeordnet. Die Eingemeindung von Streitwald mit seinem Ortsteil Wolftitz nach Frohburg erfolgte am 4. April 1973.

## Verkehr

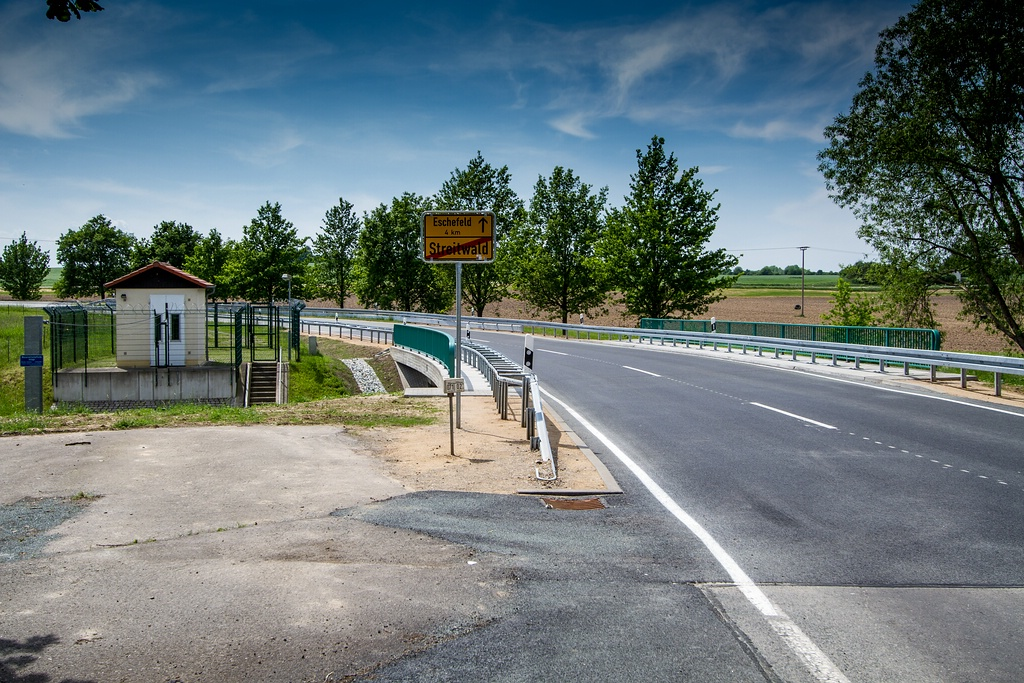
Brücke der Bundesstraße 7 über die Wyhra

Durch Streitwald verläuft die Bundesstraße 7. Zwischen 1906 und 1967 war die Wyhratalbahn in Betrieb, an der Streitwald einen Haltepunkt besaß. Dieser trug ursprünglich den Namen „Wolftitz Jägerhaus“. Die Bahntrasse wurde komplett zurückgebaut und wird nun als Radweg genutzt.

## Persönlichkeiten
- Kunz von Kauffungen (1410–1455), Sächsischer Adliger, Initiator des Altenburger Prinzenraubes
- Werner Stein (1855–1930), Bildhauer
- Felix Heynig (1888–1950), Maler und Zeichner